# Khởi sự doanh nghiệp
Khởi sự doanh nghiệp (tiếng Anh: entrepreneurship) hay lập nghiệp có thể được định nghĩa rộng ra là việc tạo ra hoặc trích xuất giá trị. Với định nghĩa này, tinh thần kinh doanh được xem là sự thay đổi, có thể bao gồm các giá trị khác chứ không đơn thuần là kinh tế. Có nên Các định nghĩa hẹp hơn đã mô tả khởi nghiệp là quá trình thiết kế, thành lập và điều hành một doanh nghiệp mới, thường tương tự như một doanh nghiệp nhỏ (theo Từ điển Kinh doanh) hoặc là "năng lực và sẵn sàng để phát triển, tổ chức và quản lý một dự án kinh doanh cùng với bất kỳ rủi ro liên quan để tạo ra lợi nhuận." Những người tạo ra các doanh nghiệp này thường được gọi là người làm chủ doanh nghiệp (entrepreneur).
Trong khi các định nghĩa về khởi sự doanh nghiệp thường tập trung vào việc khởi động và điều hành doanh nghiệp, do rủi ro cao khi khởi nghiệp, một tỷ lệ đáng kể các doanh nghiệp khởi nghiệp phải đóng cửa do "thiếu kinh phí, quyết định kinh doanh tồi, một khủng hoảng kinh tế, thiếu nhu cầu thị trường, hoặc sự kết hợp của tất cả những điều này."
Một định nghĩa hơi rộng hơn của thuật ngữ đôi khi được sử dụng, đặc biệt là trong lĩnh vực kinh tế. Trong cách sử dụng này, một doanh nhân là một thực thể có khả năng tìm kiếm và hành động dựa trên các cơ hội để chuyển đổi các phát minh hoặc công nghệ thành các sản phẩm và dịch vụ: "Những người làm chủ doanh nghiệp có thể nhận ra tiềm năng thương mại của những phát minh và tổ chức nguồn vốn, tài năng và các tài nguyên khác để biến một phát minh thành một sự đổi mới khả thi về mặt thương mại."
Theo nghĩa này, thuật ngữ "khởi sự doanh nghiệp" cũng thu hút các hoạt động đổi mới từ phía các công ty được thành lập, bên cạnh các hoạt động tương tự về phía các doanh nghiệp mới. Tuy nhiên, định nghĩa vẫn còn hẹp theo nghĩa là nó vẫn tập trung vào việc tạo ra giá trị kinh tế (thương mại).

## Những quan điểm về khởi sự doanh nghiệp
Là một lĩnh vực học thuật, khởi sự doanh nghiệp đưa đến với nhiều trường phái và quan điểm khác nhau. Nó đã được nghiên cứu trong các ngành như kinh tế, xã hội học và lịch sử kinh tế.
Một số người xem khởi sự doanh nghiệp như được dành riêng cho các chủ doanh nghiệp. Những học giả này có xu hướng tập trung vào những gì chủ doanh nghiệp làm và những đặc điểm mà một người chủ cần có. Điều này đôi khi được gọi là phương pháp tiếp cận thuyết chức năng về lĩnh vực lập nghiệp.
Những người khác đi chệch từ quan điểm mang tính cá nhân để làm nổi bật quá trình khởi sự doanh nghiệp và đắm chìm trong sự tương tác giữa cơ quan và bối cảnh. Cách tiếp cận này đôi khi được gọi là cách tiếp cận quá trình hoặc bước ngoặt/cách tiếp cận theo ngữ cảnh về lập nghiệp.

## Các yếu tố
Khả năng làm chủ doanh nghiệp là một hành động của một ông chủ doanh nghiệp, hoặc "chủ sở hữu hoặc người quản lý của một doanh nghiệp kinh doanh, do rủi ro và chủ động, cố gắng kiếm lợi nhuận". Các doanh nhân đóng vai trò là người quản lý và giám sát sự ra mắt và phát triển của một doanh nghiệp. Làm chủ doanh nghiệp là quá trình một cá nhân hoặc một nhóm xác định một cơ hội kinh doanh và mua lại và triển khai các nguồn lực cần thiết để khai thác. Nhà kinh tế học người Pháp đầu thế kỷ 19 là Jean-Baptiste Say đã đưa ra một định nghĩa rộng về hoạt động thành lập một hoặc nhiều doanh nghiệp, chấp nhận rủi ro tài chính với hy vọng kiếm được lợi nhuận, nói rằng nó "chuyển các nguồn lực kinh tế ra khỏi một khu vực thấp hơn sang một khu vực có năng suất cao hơn và sản phẩm tuyệt vời hơn".
Người khởi sự  doanh nghiệp tạo ra một cái gì đó mới, một thứ gì đó khác biệt mà họ thay đổi hoặc biến đổi các giá trị. Bất kể quy mô doanh nghiệp, lớn hay nhỏ, họ có thể tham gia vào các cơ hội kinh doanh. Cơ hội để trở thành một người chủ đòi hỏi bốn tiêu chí. Đầu tiên, phải có cơ hội hoặc tình huống để kết hợp lại các nguồn lực để tạo ra lợi nhuận. Thứ hai, khả năng làm chủ doanh nghiệp đòi hỏi sự khác biệt giữa mọi người, chẳng hạn như quyền ưu tiên cho một số cá nhân nhất định hoặc khả năng nhận ra thông tin về các cơ hội. Thứ ba, chấp nhận rủi ro là một điều cần thiết. Thứ tư, quá trình lập nghiệp đòi hỏi phải có tổ chức về con người và nguồn lực.
Người làm chủ doanh nghiệp là một nhân tố và khả năng làm chủ doanh nghiệp truy tính theo công trình nghiên cứu của Richard Cantillon và Adam Smith từ cuối thế kỷ 17 và đầu thế kỷ 18.Tuy nhiên, năng lực làm chủ doanh nghiệp chủ yếu bị bỏ qua về mặt lý thuyết cho đến cuối thế kỷ 19 và đầu thế kỷ 20 và theo kinh nghiệm cho đến khi lúc khởi xướng uyên thâm liên quan đến kinh doanh và kinh tế kể từ cuối những năm 1970.
Vào thế kỷ 20, kiến thức về làm chủ doanh nghiệp nhờ phần lớn thành quả nghiên cứu của nhà kinh tế Joseph Schumpeter vào những năm 1930 và các nhà kinh tế học người Áo khác như Carl Menger, Ludwig von Mises và Friedrich von Hayek. Theo Schumpeter, một chủ doanh nghiệp là một người sẵn sàng và có thể chuyển đổi một ý tưởng hoặc phát minh mới thành một đổi mới thành công. Chủ doanh nghiệp sử dụng cái mà Schumpeter gọi là "cơn gió hủy diệt mang tính sáng tạo" để thay thế toàn bộ hoặc một phần những đổi mới kém hơn giữa các thị trường và ngành công nghiệp, đồng thời tạo ra các sản phẩm mới bao gồm các mô hình kinh doanh mới. Theo cách này, sự phá hủy sáng tạo phần lớn chịu trách nhiệm cho sự năng động của các ngành công nghiệp và tăng trưởng kinh tế dài hạn. Giả định rằng năng lực làm chủ dẫn đến tăng trưởng kinh tế là một cách giải thích của phần còn lại trong lý thuyết tăng trưởng nội sinh và từ đây được tranh luận sôi nổi trong kinh tế học thuật. Một mô tả khác được đưa ra bởi Israel Kirzner cho thấy rằng phần lớn các sáng kiến có thể là những cải tiến gia tăng hơn nhiều như việc thay thế giấy bằng nhựa trong việc chế tạo ống hút.
Việc khai thác các cơ hội kinh doanh có thể bao gồm:
- Phát triển một kế hoạch kinh doanh
- Thuê và sử dụng nguồn nhân lực
- Thu hút nguồn lực tài chính và vật chất
- Đem đến khả năng lãnh đạo
- Chịu trách nhiệm cho cả thành công hay thất bại của công cuộc kinh doanh
- Không ưa rủi ro

Nhà kinh tế học Joseph Schumpeter (1883-1950) thấy vai trò của doanh nghiệp trong nền kinh tế như "sự hủy diệt mang tính sáng tạo" - tạo lập những đổi mới đồng thời phá hủy các ngành công nghiệp cũ trong khi mở ra các ngành công nghiệp và phương pháp tiếp cận mới.
Mặc dù tinh thần kinh doanh thường gắn liền với các công ty mới khởi nghiệp, nhỏ, vì lợi nhuận, hành vi kinh doanh có thể được nhìn thấy ở các công ty nhỏ, vừa và lớn, mới và thành lập các hãng buôn và trong các tổ chức vì lợi nhuận và phi lợi nhuận, bao gồm các nhóm khu vực tự nguyện, các tổ chức từ thiện và dịch vụ công của chính phủ.
Khởi sự một doanh nghiệp có thể hoạt động trong một hệ sinh thái khởi nghiệp thường bao gồm:
- Các chương trình và dịch vụ của chính phủ thúc đẩy tinh thần khởi nghiệp và hỗ trợ các chủ doanh nghiệp và công ty khởi nghiệp
- Các tổ chức phi chính phủ như các hiệp hội và tổ chức doanh nghiệp nhỏ cung cấp lời khuyên và tư vấn cho các doanh nhân (ví dụ: thông qua các trung tâm hoặc trang web khởi nghiệp)
- Tổ chức vận động doanh nghiệp nhỏ rằng các chính phủ vận động hành lang để tăng cường hỗ trợ cho các chương trình khởi nghiệp và các luật và quy định thân thiện với doanh nghiệp nhỏ hơn
- Tài nguyên và cơ sở kinh doanh (ví dụ: vườn ươm doanh nghiệp và máy gia tốc hạt giống khởi nghiệp)
- Chương trình giáo dục và đào tạo khởi sự doanh nghiệp được cung cấp bởi các trường học, trường cao đẳng và đại học
- Tài chính (ví dụ các khoản vay ngân hàng, đầu tư mạo hiểm, nhà đầu tư thiên thần (tiếng Anh là angel investor) hay còn được gọi là nhà đầu tư hạt giống và các khoản tài trợ của chính phủ và tư nhân)